# Akyttara
Akyttara là một chi nhện trong họ Zodariidae.

## Các loài
Các loài trong chi này gồm:
- Akyttara akagera Jocqué, 1987 *
- Akyttara homunculus Jocqué, 1991
- Akyttara mahnerti Jocqué, 1987
- Akyttara odorocci Ono, 2004
- Akyttara ritchiei Jocqué, 1987